# 8.º Escuadrón de la RAF (Reino Unido)
El 8.º Escuadrón de la Real Fuerza Aérea británica (del inglés: No. VIII Squadron RAF) , utiliza aviones Boeing E-3D Sentry, desde la base de la RAF en Waddington, Lincolnshire.
La flota de aviones AWACS de la Real Fuerza Aérea británica se compone de siete E-3DS, con el modelo AEW1 Sentry, y los aviones se agruparon entre el 8.º y el 23.º Escuadrón de la RAF, hasta que se disolvió en octubre de 2009.

## Historia
Como el 8.º Escuadrón de la Royal Flying Corps fue formado en Brooklands, Surrey, en 1915, pero pronto se trasladó a Francia, donde pasó el resto de la guerra, efectuando funciones de cooperación con el Ejército. Después de la guerra, el escuadrón se trasladó a Medio Oriente, incluyendo Egipto e Irak. La asociación del escuadrón con el Medio Oriente dio lugar a la adopción de la Khunjah árabe en la insignia de la unidad. En abril de 1945 el 8.º Escuadrón fue reformado y renumerado como el 200.º Escuadrón de la RAF en la India. El escuadrón continuó cambiando en bases de la RAf de la región hasta 1971, incluido la base RAF en Habbaniya, cuando se trasladó a la base de la RAF en Kinloss.
En 1971, el escuadrón empezó a realizar tareas de Alerta temprana y control aerotransportado (AEW, por sus siglas en inglés), con aviones Avro 696 Shackleton, en la base de la RAF en Kinloss, trasladándose a la base en Lossiemouth en 1973, donde permaneció hasta su disolución en 1991. Posteriormente, el escuadrón fue el primero en recibir los aviones E-3D en su actual hogar, en la base de la RAF, en Waddington. Casi inmediatamente después de entrar en funcionamiento el avión Sentry, en 1991, el escuadrón fue desplegado en operaciones en los Balcanes. El escuadrón, junto con el 23.º Escuadrón de la RAF, han operado dicho avión en Bosnia, Kosovo, Afganistán e Irak.

## Aviones del escuadrón
- Royal Aircraft Factory BE.2 1915—1917
- Armstrong Whitworth F.K.8 1917—1918
- Bristol Fighter 1918—1920
- Airco DH.9A 1920—1927
- Fairey IIIF 1927—1935
- Vickers Vincent 1935—1942
- Bristol Blenheim 1939—1943
- Lockheed Hudson 1943
- Vickers Wellington 1944—1945
- Consolidated Liberator - 1945
- de Havilland Mosquito 1946—194
- Hawker Tempest 1947—1949
- Bristol Brigand 1949—1952
- de Havilland Vampire 1952—1955
- de Havilland Venom 1955—1960
- Gloster Meteor FR.9 1958—1961
- Hawker Hunter 1960—1971
- Avro Shackleton 1973—1991
- Boeing E-3 Sentry 1991-presente